# Küllői-Rhorer László
Küllői-Rhorer László (Budapest, 1911. augusztus 21. – Tahi, 1984. július 5.) sebész, kórházi főorvos.

## Családja
Rhorer László pécsi egyetemi tanár fia, Rhorer Emil Kossuth-díjas gépészmérnök testvére,  Székely Mária tolmács férje.

## Élet és munkássága
1935-ben diplomázott a pécsi egyetemen, majd a budapesti I. sz. Sebészeti (Verebély) Klinikára került, 1938-tól szakorvos.
1942. májustól egy évet töltött az orosz fronton (101-es sebészállomás, motorizált alakulat). 1943 januárjában Alekszejevkán a Don melletti frontkórházban teljesített szolgálatot.
1949 - 1957 között a Baross utcai II. sz. Sebészeti Klinika adjunktusa. 1957 szeptemberétől 1977-ig a budapesti MÁV Kórház  I. sz. sebészetének  főorvosa.
Több tucat tudományos dolgozatot írt. Az 1945 utáni időszak legkiválóbb sebészeinek egyike, sok fiatal pályatársának példaképe.